# 安藤翔
安藤 翔（あんどう しょう、1988年8月18日 - ）は、日本テレビの社員、元アナウンサー。

## 来歴
- 大阪府河内長野市に生まれ、東京都八王子市や大阪府大阪市阿倍野区、東京都国立市を転々とする[3]。
- 1年留年して、中央大学法学部政治学科卒業。
- 日本テレビに2012年入社[3]。同期は安村直樹、久野静香[注釈 1]、杉野真実。
- 2023年6月1日付けをもって、報道局に人事異動となった。

## 人物
- 身長186cm[3]。
- 趣味はスポーツ観戦、観劇[3]。
- 信条は「臨機応変、創意工夫」[3]。
- 私生活では、2016年1月18日、元宝塚歌劇団宙組娘役の花里まなと結婚[2]。2017年、長女が誕生[4]。
- 2023年6月1日付でアナウンス部を離れて、報道局へ異動することになった[5]。

## 担当番組
- スポーツ中継（駅伝など）
- イブニングプレス donna（2012年8月 - 2013年3月頃、隔週木曜日）
- 新人アナの日進月歩→アナウンサーの日進月歩（2012年10月 - 2013年9月）
- ZIP! - フィールドキャスター[注釈 2]
  - 火・水曜担当（2013年4月2日 - 6月12日）
  - 火・金曜担当（2013年6月18日 - 2014年3月28日）
  - 郡司恭子の代理（2013年9月12日・10月17日・11月7日、2014年1月20日）
  - 川畑一志の代理（2013年12月4日、2014年7月31日・8月1日）
  - 月・火曜担当（2014年3月31日 - 9月23日）
  - 安村直樹の代理（2014年7月30日・8月6日）
  - 水曜担当（2014年10月8日 - 2015年8月26日）
  - 山本健太の代理（2014年10月27日、2015年8月3日・25日）
  - 山﨑誠の代理（2015年3月26日・8月7日）
- デイリープラネット（日テレNEWS24・火曜担当サブキャスター）
- NNNニュースサンデー（シフト勤務）
  - （2013年5月5日 - 2016年3月6日）
  - （2021年11月28日 - 2022年3月13日）
  - （2022年10月9日 - 2023年4月23日）
- Oha!4 NEWS LIVE（日テレNEWS24（CS）制作）- キャスター[6]
  - 木曜担当（2013年2月7日 - 28日）
  - 佐藤義朗の代理（2013年2月22日、2016年8月9日、2017年4月11日・5月16日・6月27日）
  - 水曜担当（2015年10月7日 - 2017年9月27日）
  - 中野謙吾の代理（2016年5月5日・6月9日・16日・8月11日）
  - 辻岡義堂の代理（2016年8月8日、2017年8月14日、2018年6月11日・25日・7月30日）
  - 山本健太の代理（2016年10月20日、2017年1月26日、2018年2月8日・15日）
  - 安村直樹の代理（2017年1月27日、2018年2月16日）
  - 火曜担当（2017年10月3日 - 2018年9月25日）
  - 川畑一志の代理（2018年2月21日・3月7日・4月18日・6月20日・7月25日・8月29日）
  - 月曜担当（2018年10月1日 - 2019年9月23日）
- 真相報道 バンキシャ!（2016年6月5日 - 2021年9月26日）- ニュースコーナー担当
- スッキリ（2018年7月23日、2019年3月27日・8月5日）- 森圭介の代理
- バゲット（2018年10月2日 - 2019年3月28日）- 火曜日レギュラー
- news every.サタデー（2020年4月11日 - 6月13日[注釈 3]）
- NNNストレイトニュース - キャスター
  - 矢島学の代理（2016年8月6日、2018年8月6日、2019年8月12日 - 14日・11月11日、2020年3月10日・4月1日・7日、2023年1月17日）
  - 金曜担当（2020年6月19日 - 2023年5月26日）
  - 豊田順子の代理（2023年2月5日）
- DRAMATIC BASEBALL[注釈 4]
- 日テレNEWS24（平日不定期）- キャスター
- アプレジェンヌ 〜日テレ大劇場へようこそ〜（日テレNEWS24、2021年12月11日 - 、月1回）- MC[7]
- ヒルナンデス!（2022年9月2日、2023年1月27日） - ニュースキャスター[注釈 5]